# Shoguns de transition
 (janvier 2023).
Si vous disposez d'ouvrages ou d'articles de référence ou si vous connaissez des sites web de qualité traitant du thème abordé ici, merci de compléter l'article en donnant les références utiles à sa vérifiabilité et en les liant à la section « Notes et références ».
Les shoguns de transition sont des shoguns dont le règne a été particulièrement court, au point de ne pas avoir eu officiellement le titre de shogun.
Nobunaga Oda et Hideyoshi Toyotomi, deux aventuriers militaires, en font partie. Ils n'ont pas réussi à instaurer une nouvelle dynastie de shoguns. Ils vécurent à un moment crucial de l'histoire du Japon et ont réalisé son unification. Leurs successeurs contribuèrent à l'apparition d'une relative tranquillité lors de l'ère Tokugawa.
Mitsuhide Akechi doit à son règne extrêmement bref le surnom de Jūsan Kubō, le « shôgun de treize jours ».

## Liste de shoguns de transition
1. Nobunaga Oda (1534-1582) (r. 1568-1582)
2. Mitsuhide Akechi (1526-1582 (r. 21 juin - 4 juillet 1582)
3. Hideyoshi Toyotomi (1536-1598) (r. 1582-1598)